# Els Fondrats
Els Fondrats és una obra arquitectònica situada a la Pista des de l'Avenció, a la serra dels Fondrats, al municipi de Tagamanent, a la comarca del Vallès Oriental, a Catalunya. Es troba inclosa en l'Inventari del Patrimoni Arquitectònic de Catalunya.

## Història
Datació feta segons Llobet (vegeu bibliografia) qui assenyala que la principal època de construcció de les masies de muntanya al Montseny correspon als segles XVII i XVIII

## Descripció
Es tracta d'una casa aïllada, envoltada de conreus i disposicions ramaderes. És un edifici de dos pisos; a la planta baixa, nucli del tres cossos, és dedicada a contenir el bestiar. La cuina serveix també de menjador -com és corrent a la regió muntanyenca-. Annexos ramaders, potser de construcció posterior. El primer pis queda reduït al nucli de la masia. Teulada a dues vessants, amb els caires fets de lloses de gres. Finestres amb llinda de pedra i carreus als costats. Mur de contenció fet de pedra envoltant la casa per un costat.